# Dúber Quintero
Quintero  Artunduaga est un nom espagnol. Le premier nom de famille, en général paternel, est Quintero ; le second, en général maternel, souvent omis, est Artunduaga.
Pour les articles homonymes, voir Quintero.
Dúber Armando Quintero Artunduaga, né à Gigante dans le département de (Huila) le 23 août 1990, est un coureur cycliste colombien.

## Repères biographiques
En 2011, il quitte la Colombie pour, encore Espoir, effectuer sa saison en Italie. Avec l'équipe lombarde Delio Gallina S. Inox Tonoli, il remporte, cette année-là, le Tour des deux provinces à Marciana di Cascina. L'année suivante toujours dans la même formation, il obtient plusieurs résultats intéressants, comme sa victoire au Gran Premio Pretola, qui lui permettent d'attirer l'attention de Claudio Corti, manager général de l'équipe Colombia - Coldeportes. Au mois d'août, il devient stagiaire dans cette formation. Lors du Tour du Portugal, première épreuve disputée avec ses nouvelles couleurs, il se glisse dans des échappées. Dans la deuxième étape, il se fait reprendre à deux kilomètres de l'arrivée, mais le lendemain, il peut disputer la victoire finale avec ses compagnons de fugue, il termine troisième. Parallèlement, il continue avec l'équipe Gallina Colosio S.Inox et remporte plusieurs courses du calendrier national italien, comme la Targa Crocifisso.
En octobre 2012, la direction de l'équipe Colombia annonce la signature de quatre renforts pour la saison 2013, dont Dúber Quintero. Elle annonce avoir été agréablement impressionnée par les performances du coureur, notamment, au Tour du Portugal. Ses saisons disputées en Italie ont, elles aussi, favorisées le choix de Corti. Quintero signe un contrat de deux ans, réalisant un rêve, devenir professionnel, justifiant ainsi tous les sacrifices qu'il a consentis. Lorsque la nouvelle de l'invitation de son équipe à participer au Tour d'Italie est connue, Dúber espère y participer. Cependant l'année est celle de l'apprentissage, et aucun résultat ne ressort lors de cette saison.
En 2014, il reprend la compétition au Trofeo Laigueglia. Puis il s'envole pour la Malaisie, disputer le Tour de Langkawi. Lors de la première étape, dès le deuxième kilomètre, il s'immisce dans une échappée de cinq coureurs. À mille cinq cents mètres de l'arrivée, il abandonne ses derniers compagnons de fugue, et remporte l'étape avec onze secondes d'avance. Il s'empare, du même coup, du maillot de leader. Le peloton termine à 1 min 18 s. Il garde la tête du classement général durant trois jours, jusqu'à l'arrivée en altitude aux Genting Highlands.
En 2015, non conservé, il trouve refuge dans la formation de Rodrigo Pacheco "PR - Pijaos", devenue en cours d'année "Mundial de Tornillos - Pijaos". Avec cette équipe de l'Élite amateur colombienne, il n'obtient aucun résultat probant au cours de l'année. Ainsi, il dispute les deux plus grandes courses du calendrier national, le Tour de Colombie, où il abandonne lors de la sixième étape et le Clásico RCN qu'il termine dernier.

## Palmarès

### Palmarès amateur
- 2007
  -  Champion de Colombie sur route juniors
- 2011
  - Giro delle Due Province
  - Trofeo Comune di Valenza
- 2012
  - Gran Premio Pretola
  - Coppa in Fiera San Salvatore
  - Targa Crocifisso
  - 2e de la Coppa San Sabino
  - 3e du Trofeo Sportivi di Briga

### Palmarès professionnel
- 2014
  - 1re étape du Tour de Langkawi

## Classements mondiaux
| Année            | 2011 | 2012 | 2013 | 2014 | 2015 |
| ---------------- | ---- | ---- | ---- | ---- | ---- |
| UCI America Tour |      |      |      |      | nc   |
| UCI Asia Tour    |      |      |      | 75e  |      |
| UCI Europe Tour  | nc   | 752e | nc   | nc   |      |